# Giacomo Cusmano
Giacomo Cusmano (Palermo, 15 marzo 1834 – Palermo, 14 marzo 1888) è stato un presbitero e medico italiano, fondatore dei Missionari servi dei poveri (opera del Boccone del Povero). È stato beatificato da papa Giovanni Paolo II nel 1983.

## Biografia

### L'infanzia
Il padre, Giacomo Cusmano, esercitava la professione di agrimensore, era di famiglia agiata e possedeva diversi ettari di terreno nel comune di San Giuseppe Jato, in provincia di Palermo, città nella quale dimorava. La moglie Maddalena Patti apparteneva anch'essa ad un'agiata famiglia di professionisti, abitava nello stesso quartiere del marito, all'Albergheria. Dalla loro unione nacquero ben cinque figli: Vincenzina, Pietro, Giuseppina, Giacomo e Giuseppe.
Il quartogenito nacque il 15 marzo 1834 a Palermo e fu battezzato nella Parrocchia S. Nicolò all'Albergheria ove si venera ancor oggi il Sacro Fonte Battesimale, gli fu imposto il nome di Giacomo, nome che lo stesso padre aveva voluto. L'8 luglio del 1837 un grave lutto s'abbatté nella famiglia del futuro beato: la madre, Maddalena, morì a causa d'una terribile epidemia di colera che in quegli anni invase la Sicilia. Fu la primogenita Vincenzina, allora dodicenne, a prendere le redini nell'educazione dei fratelli, con l'aiuto d'una prozia, Caterina, che viveva in casa loro.
Già nella sua fanciullezza Giacomo, che dal padre era stato istruito al messaggio cristiano, alla preghiera e all'assistenza dei più bisognosi, dimostrò un grande amore per i poveri, tanto che la sorella e la zia furono costrette a chiudergli a chiave il vestiario poiché ogni volta che vedeva un mendicante dal balcone gli lanciava giù uno dei suoi abiti migliori. Istruito da don Francesco Libassi, sacerdote che il padre volle come precettore per i suoi figli, Giacomo ricevette la prima comunione e la cresima.
Dal 1841 al 1851 frequentò la scuola dei padri gesuiti nel collegio Massimo. Fu abbastanza travagliata la sua esperienza scolastica poiché quegli anni furono attraversati dai moti rivoluzionari del 1848, che portarono dapprima alla cacciata di Ferdinando II dal Regno delle due Sicilie e dunque alla chiusura delle case gesuite il 3 agosto dello stesso anno e, nel 1849, il rientro del sovrano e la riapertura delle case medesime.
Nel 1850, affascinato dai racconti suggestivi dei missionari, pregò il superiore generale della Compagnia di Gesù, Giovanni Roothan, di accoglierlo nell'ordine per questo scopo. Il sacerdote accettò la proposta del giovane ma questi, non appena si apprestava a partire per Napoli, venne raggiunto dal fratello Pietro che lo rimandò a casa in malo modo.

### Medico dei poveri
Nel 1851, terminati gli studi presso il collegio Massimo, Giacomo Cusmano si iscrisse alla facoltà di medicina nella Regia Università degli Studi di Palermo. Lì, grazie al carattere forte e deciso, riuscì ad attrarre a sé una numerosa schiera di giovani con i quali condividere i suoi ideali scientifici e religiosi; fra questi Michele De Franchis, grande amico del Cusmano, da lui stesso definito "anima grande e fervida".
Il 27 luglio 1852 il padre morì dopo una lunga malattia e Giacomo, essendosi il fratello maggiore Pietro sposato e trasferito a Casteltermini, dovette assumere la direzione della famiglia e curare gli interessi relativi alle proprietà terriere di San Giuseppe Jato. Delle sue permanenze autunnali a San Giuseppe Jato ci rendono testimonianze gli stessi contadini che, sotto la direzione di "don Giacomino", lavoravano alle sue dipendenze durante i giorni della vendemmia: "Mostrava verso di noi cortesia, gentilezza e anche gratitudine. Più che comandare pregava con dolcezza. Spesso tornando dalla campagna al paese, cedeva la sua giumenta a qualche povero contadino che avrebbe sofferto nel recarsi a piedi sino a casa". Nonostante gli impegni Giacomo conseguì la laurea in medicina e chirurgia col massimo dei voti, l'11 giugno 1855 a ventun'anni.
Spese la maggior parte del suo tempo nella continua assistenza dei poveri, non a Palermo, ma a San Giuseppe Jato, dove gli impegni si moltiplicavano. Nella sua città era comunque molto rispettato perché, a detta dei testimoni, era di bell'aspetto, molto elegante e diretto verso una promettente carriera. E difatti nel 1859, scoppiata la seconda guerra di indipendenza, il rivoluzionario Enrico Albanese, amico di Garibaldi e suo medico di fiducia, si recò dal Cusmano, col quale aveva intessuto ottimi rapporti durante gli anni di studi, e gli chiese di unirsi a loro per combattere nella rivoluzione. Questi, addolorato dalla situazione dei poveri della sua città, la cui miseria non era diminuita ma bensì aumentata considerevolmente dopo i moti del 1848, preferì lasciare inascoltate le sue proposte e ritirarsi nelle proprietà di San Giuseppe Jato.

### L'ordinazione sacerdotale
Deciso a far qualcosa per i poveri della sua città, Giacomo confidò la sua vocazione alla sorella Vincenzina e all'amico Michele: voleva seguire le orme di Francesco d'Assisi, divenire frate cappuccino e aiutare i più bisognosi con tutte le sue forze. Per discernere la via da seguire, Giacomo Cusmano si recò presso il canonico Domenico Turano, insigne professore di Sacre Scritture, famoso in città per la sua fede e passione evangelica.
Nei colloqui avuti con lui, il Turano consigliò al giovane di seguire la via del sacerdozio. Questi, in un primo periodo, fu recalcitrante poiché credeva quella una responsabilità troppo grande per lui ma il padre spirituale era proprio convinto di quello che diceva. Emblematico l'episodio nel quale Giacomo dovette farsi radere capelli e barba e camminare per le vie di Palermo vestito in abiti sacerdotali, sotto la canzonatura dei compagni di medicina. In tal modo il Turano era certo che il giovane, ammiratore della vita di San Francesco d'Assisi, avrebbe deciso di scegliere quella via che non gli riservava altro che umiliazioni e derisioni, sull'esempio del santo assisiano e, in primo luogo, di Gesù Cristo stesso.
E difatti l'8 dicembre 1859, Giacomo Cusmano indossava durante la funzione la veste talare nella chiesa di San Giacomo la Marina. Il Turano era certo che, istruito com'era, gli sarebbe bastato un solo anni di studi per ricevere l'ordinazione sacerdotale. E così avvenne: il 22 dicembre del 1860, dopo un anno di studi presso la scuola teologica di don Pietro Boccone, canonico della cattedrale, Giacomo Cusmano fu ordinato sacerdote nella cappella privata del vescovo ausiliare di Palermo, monsignor Domenico Ciluffo.

### I primi anni di sacerdozio

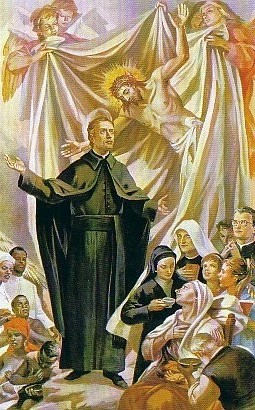
Il beato Giacomo Cusmano ritratto da Aronne del Vecchio, Basilica Cattedrale di Palermo

Divenuto sacerdote fu destinato alla chiesa dedicata ai santi Quaranta Martiri, nel quartiere dell'Albergheria, dove egli andò a vivere in compagnia della sorella Vincenzina, del fratello Giuseppe e della prozia Caterina. Durante questi anni si dedicò particolarmente all'assistenza dei malati e dei moribondi, lo seguiva spesso l'amico Michele De Franchis, il quale si dava un gran da fare per curare gli ammalati più poveri. Talmente assidua era la sua assistenza che don Giacomo dormiva vestito per paura che qualche moribondo venisse a chiamarlo nel pieno della notte.
In quel periodo cominciò a spendersi per l'assistenza dei più bisognosi, ad essi donava il ricavato dei proventi di San Giuseppe Jato, girava per le case signorili con un carrettino cercando viveri ed indumenti. Donne e uomini da ogni parte della città si recavano nella chiesa dei Quaranta Martiri per farsi confessare da don Giacomo, il quale, insicuro della propria scienza teologica frequentò la facoltà del seminario come uditore dal 1861 al 1864, nonché le lezioni sulle Sacre Scritture del canonico Turano.
Dedito alla penitenza, digiunava spesso, mangiava frugalmente, dormiva alle volte su una croce, appartenuta al beato Girolamo De Angelis vissuto nel Seicento e per quarant'anni cappellano nella chiesa dei Santi Martiri. Le continue mortificazioni resero manifesto un male che l'avrebbe tormentato sino alla morte: una fistola intestinale.
Rifiutata l'alta carica di arciprete di San Giuseppe Jato, si diede un gran da fare per realizzare la sua prima opera al servizio dei poveri, la Casa della Misericordia, affidata alle Figlie della carità di San Vincenzo de' Paoli, che venne approvata all'unanimità dai consiglieri comunali e finanziata dai notabili locali, che avevano ammirato il Cusmano sin dai suoi anni giovanili.
Annessa la Sicilia alla nuova Italia unificata, la Chiesa perse i suoi beni e parecchi impiegati del regime borbonico persero il lavoro, aumentando così il numero dei miserabili in lotta con la fame. Il Cusmano cominciava dunque a pensare a una nuova opera per l'assistenza dei tanti affamati. L'aiutò in questa riflessione un lungo periodo di sosta: il padre spirituale Domenico Turano era stato condannato per quaranta giorni al domicilio coatto nella località di San Martino delle Scale, a poco più di dieci chilometri da Palermo. Giacomo assistette il canonico in quei giorni e rimase con lui a discutere sull'idea che balenava nella sua mente. Il domicilio coatto si concluse il 10 giugno 1864.

### Nasce il "Boccone del Povero"
Un'idea illuminante lo raggiunse proprio un anno dopo: mentre si trovava in casa dell'amico Michele De Franchis vide che questi, insieme ai suoi familiari, toglievano un boccone dalla loro pietanza e lo mettevano in un piatto più ampio al centro della tavola, col quale si nutriva un povero che veniva servito dai figli dello stesso De Franchis, seppur aristocratici. Il Cusmano concepì dunque il principio della sua opera: se anche la metà dei palermitani compisse come loro un simile gesto, ogni giorno si potrebbero sfamare circa settemila poveri. Per sette anni Don Giacomo dovette lottare arduamente: la sorella Vincenzina, di natura poco socievole, seppur devota, lo credeva esagerato, perfino il Turano non se la sentiva di assecondare il suo disegno e persino gli amici più intimi cercavano ostinatamente di distoglierlo da un simile progetto.
Il 1866 fu un anno disastroso per Palermo: i beni della Chiesa furono venduti a nobili e borghesi, contadini e operai si ritrovarono disoccupati e in quello stesso anno organizzarono una sommossa popolare, soffocata nel sangue ad opera del generale Luigi Cadorna, che ordinò inoltre l'incarcerazione dell'arcivescovo di Monreale e la chiusura di parecchi conventi. Il Cusmano si prodigò per l'assistenza dei tanti poveri specie quando, a seguito della rivolta, scoppiò una violenta epidemia di colera, somministrando rimedi in caso di pronto intervento, sfruttando le sue conoscenze mediche, prodigandosi perché le sepolture fossero degne. Vedendo con quanta prodigalità egli assisteva i malati e i bisognosi, Domenico Turano benedisse la sua opera e gli diede il permesso di attuarla: in meno di un giorno don Giacomo salvò ben due famiglie dalla fame dando loro cibo, vesti e una casa.
Entusiasmati dal suo fervore decisero di unirsi alla sua opera circa quaranta persone, fra religiosi e laici. Essi tennero la riunione inaugurale il 12 maggio 1867 nella sacrestia dei Santi Quaranta Martiri, col discorso programmatico di don Nunzio Russo, grande amico del Cusmano, e la formulazione dello statuto sotto la presidenza del canonico Domenico Turano. Così nacque l'opera del "Boccone del Povero", il cui presidente era l'arcivescovo di Palermo in persona, mentre Giacomo Cusmano, ispiratore e fondatore, ricevette l'ufficio di vicedirettore.
Gli associati vennero distinti in: soci semplici, che donavano il boccone, collettori, che li raccoglievano (come il parroco della Cattedrale, mons. Giuseppe Palazzotto che era anche l'archivista), distributori, collaboratori, per i vari servizi della sede (la chiesa dei Santi Martiri), come il dott. Domenico Palazzotto nominato dall'Arcivescovo Naselli medico chirurgo ordinario dell'Associazione, e famula, che accompagnavano sacerdoti e laici per la colletta e la distribuzione.
Giacomo Cusmano fece dunque il giro di tutte le case benestanti di Palermo e conquistò col suo operato tantissime famiglie. I suoi collaboratori narrano che egli era sempre in movimento, quando non distribuiva, raccoglieva qualunque cosa buttata, perfino con le briciole del pane realizzava piccole torte per i poveri, egli stesso mangiava i residui destinati ai più bisognosi. Donava anche un piccolo sussidio per le famiglie bisognose che possedevano un qualche animale domestico, al quale erano affezionati, a lui andavano i cibi che non era dignitoso mangiassero gli esseri umani. Si prodigò inoltre a pagare i debiti dei più disperati, salvando molti dal tentativo di suicidio.
Nella sua opera, oltre che dai suoi collaboratori, era assistito anche da alcune donne, fra le quali la sorella Vincenzina, che nei locali adiacenti alla chiesa rammendavano le vesti per i poveri, cuocevano il cibo e ripartivano i viveri per gli assistiti. Quel gruppo di donne era composto non solo da popolane ma anche da nobildonne e signorine d'alto rango, benché molte non fossero accettate dal Cusmano per il poco spirito evangelico e i comportamenti troppo licenziosi nei confronti degli uomini.

### La "Casa dei poveri"
L'associazione del Boccone del Povero si era ormai imposta all'attenzione della città di Palermo e con essa l'autorevole figura del suo fondatore. Il questore Giuseppe Albanese non vedeva di buon occhio l'organizzazione, convinto che il Cusmano volesse radunare in un unico ordine i francescani, i domenicani, i gesuiti ossia gli ordini religiosi sciolti e dispersi per legge. Indispettito, Albanese mandò a chiamare il famoso sacerdote e lo interrogò nel suo ufficio, chiedendogli se davvero egli volesse far rivivere il monachesimo. Il Cusmano gli dimostrò come la sua opera, assistendo gli affamati e i bisognosi, raffrenava i furti, le frodi e tutte quelle infrazioni alla legge che i poveri potevano commettere quando mancavano loro le cose necessarie alla vita. Il questore Albanese non solo cambiò opinione ma divenne perfino socio contruibuente dell'opera, chiese al Cusmano di redigere un programma e un progetto della sua opera, che egli avrebbe raccomandato al governo regio per fargli ottenere qualche ex convento per farne la "casa dei poveri".

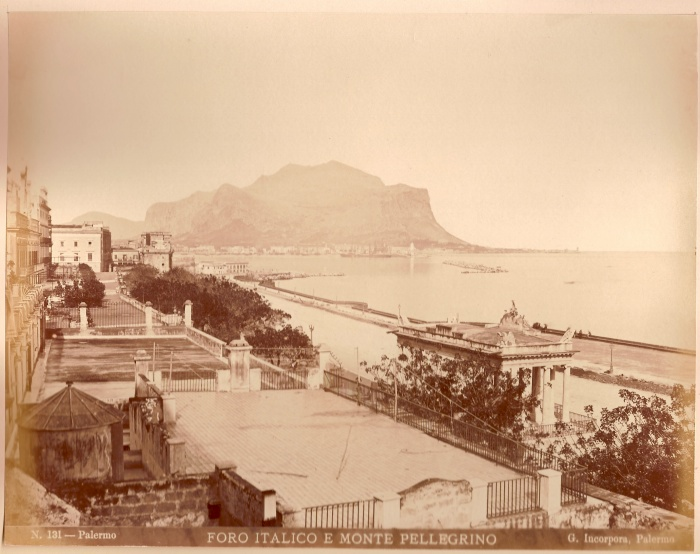
Foro Italico e Monte Pellegrino a Palermo. La foto è degli anni settanta dell'Ottocento, anni in cui operava Don Cusmano

Preoccupato dai pessimi rapporti tra la Chiesa e lo Stato, il Cusmano volle prima chiedere l'approvazione di papa Pio IX. A Roma erano giunte voci negative sull'opera del Boccone del Povero, parecchi la credevano un progetto esagerato fondato da un povero sognatore; fu l'intervento dell'arcivescovo di Palermo, Giovanni Battista Naselli, entusiasta per il fervore del Cusmano, a convincere il papa ad approvare e benedire il Boccone del Povero, come di fatto avvenne il 24 luglio 1868.
Le promesse delle autorità municipali non furono mantenute e don Giacomo decise di stabilire la "casa dei poveri" nei locali dei Santi Quaranta Martiri, in attesa di tempi migliori. Ridusse così il numero delle sue stanze, prese a pigione tutto ciò che gli fu possibile affittare sulla piazzetta della chiesa. Nel Natale del 1869 fu inaugurata solennemente la casa dei poveri: un refettorio, un orfanotrofio diviso in due sezioni, nelle quali furono ammessi inizialmente venti maschi e venti femmine, due stanze da lavoro, una per gli uomini e una per le donne. In seguito il complesso si ampliò, furono acquistati telai per la tessitura, un'industria per la fabbrica di corone del rosario, un negozio di calzature, vini (provenienti dai vigneti di San Giuseppe Jato), un deposito di petrolio americano.
Il 19 marzo 1870 la casa del povero fu consacrata a San Giuseppe. Il Cusmano svolgeva il ruolo d'educatore degli orfani e dei poveri, insegnava loro nel dettaglio le preghiere, organizzava gite fuori città, introdusse il teatro come mezzo educativo, animava la ricreazione dei ragazzi.
Il 15 marzo 1869 ottenne dal superiore generale delle Missioni e delle Figlie della Carità di San Vincenzo de Paoli che l'opera del Boccone del Povero fosse affiliata alle associazioni suddette. Grazie a quest'opportunità poté ideare un'Accademia ecclesiastica, le cui sedute si tennero nella chiesa dei Santi Martiri, per formare i sacerdoti suoi collaboratori a una scienza più adeguata ai bisogni dei poveri. In quel periodo si recò inoltre come predicatore a Cruillas, Inserra, Bellolampo e Belliemi, paesi vicini a Palermo, le cui chiese erano chiuse da cinque anni e i fedeli dispersi.

### Un periodo difficile
Colpito da una grave crisi, il Cusmano voleva allontanarsi e vivere in solitudine poiché credeva che la sua opera fosse ostacolata dalla sua presenza. Il Turano lo dissuase da questa diserzione, ma proprio a causa sua, seppur involontariamente, un nuovo problema colpì la già traballante opera del Boccone del Povero: il canonico Turano venne infatti elevato da Pio IX all'episcopato, così il 17 marzo 1872 dovette lasciare Palermo per recarsi ad Agrigento, portando con sé Nunzio Russo, stretto collaboratore di don Giacomo, come segretario.
Il Cusmano lo seguì per un certo tempo, e la sua assenza, seppur momentanea, fu davvero disastrosa. I padri dell'opera inviarono lettere ad Agrigento per richiamarlo, ma il Turano, che non voleva mettere ulteriori pesi sulle spalle del già provato amico, le tenne nascoste. Un'ultima, allarmante, lettera convinse Domenico Turano a rimandare il sacerdote a Palermo.
Questi tornò nei primi di giugno: fece ricostruire i pavimenti già pericolanti, cercò con tutte le sue forze di riorganizzare l'Accademia Ecclesiastica cessata dopo la sua partenza, realizzò un piccolo lazzaretto per curare alcune fanciulle malate di scabbia. In quei giorni gli fu comunicata l'elezione a canonico della Cattedrale di Palermo, onore che egli rifiutò, deciso a dedicarsi totalmente ai bisognosi.

### Il convento di San Marco
Ma i problemi non erano ancora finiti: i poveri venivano a migliaia, il personale interno era in conflitto, la colletta diminuita, malattie attaccavano i più deboli, verso la fine del 1873 don Cusmano si ritrovò totalmente solo, le uniche a rimanergli vicine furono le figlie spirituali. Benché incoraggiato dal Turano, don Giacomo non trovava un luogo adatto per i poveri, l'aiuto venne dal nuovo arcivescovo, Michelangelo Celesia, che gli affidò la chiesa e l'oratorio di San Marco con annesso il convento, affittato per mille lire annue.
Il convento venne ricostruito, le sue mura riedificate, i locali riadattati. Nacque così una ben più dignitosa Casa dei poveri. L'assessore d'igiene ne ordinò però la demolizione, deciso a stabilirvi l'ufficio di vaccinazione; dissuaso l'assessore da un tale gesto, don Giacomo venne a scontrarsi in seguito con la direttrice dell'asilo infantile, che voleva edificare lì una scuola materna. Risolta anche questa questione, il Cusmano dimostrò in modo documentato e preciso che, per ragioni artistiche e storiche, né la chiesa né il convento andavano demoliti. Fu deliberato, peraltro, non solo la conservazione del complesso edilizio di San Marco, ma anche il suo restauro artistico.
Nel convento furono ospitate così un'ottantina di persone, per la maggioranza bambine orfane e donne anziane. Assistito da tre o quattro inservienti, escluse le donne, il Cusmano aveva l'ex giudeo Abramo come braccio destro. Questi era stato convertito da monsignor Turano e abitava a San Marco perché, tornato a casa, i suoi volevano ricondurlo alla religione giudaica. Con Abramo, don Giacomo si recava spesso a San Giuseppe Jato, da lì inviava ai suoi poveri i frutti della terra, nonché vino da Marsala, Mazzara, Campobello e Castelvetrano da vendere per il loro sostentamento.
Non potendo sostenere tutti i poveri della città che gli chiedevano soccorso, don Giacomo inviava spesso lettere ai signori delle famiglie più agiate sia elemosinando denaro, sia cercando un posto di lavoro per i disoccupati. Spesso rimaneva digiuno, affinché a nessuno mancasse il cibo.

### La crisi e il sogno
La sua opera cominciava però a sgretolarsi, il Cusmano, addolorato per la situazione del suo progetto, pensò che tutto quello che aveva fatto per i poveri lo aveva fatto soltanto per soddisfare la propria vanità, così scrive a monsignor Turano: "La voce della carità in me è falsa, perché il mio cuore è corrotto dalla superbia". In crisi, il Cusmano inviò lettere alle altre congregazioni già stabili per affidare a esse la sua opera; ricevendo però soltanto rifiuti, decise di abbandonare il Boccone del povero, affidando le orfane alle suore stimmatine.
Ma nei primi di luglio del 1878 un sogno risvegliò le sue speranze:
Queste cose mi si manifestarono contemporaneamente e fu grandissima la mia sorpresa quando in quella donna riconobbi la gran Madre di Dio! Un alto grido ed un rapido slancio, che mi fece cadere in ginocchio ai piedi della Madre Santissima avvertirono tutti di quello che accadeva; ma io non sapevo fare altro che baciare e ribaciare i piedi della Santissima Vergine, dinanzi alla quale me ne stavo prostrato con quel conforto che un bambino smarrito e spaventato, trova in seno alla madre, al sicuro da ogni pericolo.
Sarei rimasto lì tutta la vita, tutta la mia vita, se la tenera Madre, sollevandomi dai suoi santissimi piedi, non mi avesse avvicinato al suo petto, dove un momento prima avevo visto il Bambino; ed in quel mentre, che io non oso ripensare senza commozione, mi confortava a sperare: l'Opera era accetta al Signore, al momento opportuno sarebbe divenuta prospera al gran fine per cui l'aveva fatta nascere. Poi, alludendo ai miei sconforti e alle mie indegnità mi diceva guardando dietro le mie spalle: "È al tenero mio Figlio, è a lui che devi tutto!".
Mi voltai allora per ricercare Colui a cui dovevo tutto e vidi il Bambino già fanciullo, all'età di quattro o cinque anni, con gli occhi rossi come chi ha fatto un gran pianto, ed atteggiato ad una serietà che m'impose di prostrarmi a chiedere perdono delle mie ingratitudini e ad implorare pietà per quelle povere creature che mi erano affidate, domandando anche l'aiuto della sua Provvidenza per poterle sfamare.
Quindi mi alzai per andare a prendere i pezzi di pane che formavano tutta la nostra provvista; ma, ritornato, non vidi che la sola Madre di Dio, dinanzi alla quale, inginocchiato, domandai che benedicesse quei tozzettini affinché bastassero a sfamare tutte le orfanelle. E la Madre Santissima, con atteggiamento benigno, accolse la mia preghiera e benedisse quei pochi pezzi, non però nel modo solito ma passandovi sopra la mano a forma di croce.
Ed io lieto mi alzai per dividerli alle orfanelle, quando volgendo lo sguardo verso lo spaccato della montagna, vidi due pentoloni di ferro in mezzo ad un gran fuoco e l'acqua per l'ebollizione saltare insieme alla pasta che vi era dentro. Volevo cercare un canovaccio per non bruciarmi nel metter giù le pentole dal fuoco; ma la fede viva mi fece slanciare per pigliarle. Poi mi svegliai»
(Lettera a padre Daniele da Bassano, Don Giacomo Cusmano)
Rinfrancato dalla visione il Cusmano abbandonò il proposito di sciogliere la sua opera e, deciso a rafforzarla, si recò a Napoli per incontrare madre Rosa Gattorno, fondatrice delle Figlie di Sant'Anna. Ricevuto un ennesimo rifiuto, il Cusmano chiese aiuto a monsignor Turano che lo invitò ad attendere e a sperare.

### Le Serve dei Poveri e la Quinta Casa al Molo
Pochi giorni dopo la visione don Giacomo ricevette la notizia che a La Salette la Vergine Maria era apparsa a due pastorelli in una località molto simile a quella in cui era ambientato il suo sogno. Nell'aprile del 1880, trovandosi Melania Calvat, una dei due veggenti, a Castellamare di Stabia, si recò da lei per parlarle. L'incontro fra i due fu determinante: Giacomo Cusmano fu certo che la sua opera sarebbe servita a qualcosa.
Tornato a Palermo riprese con determinazione la sua attività e, il 23 maggio 1880, diede vita alla comunità religiosa delle Serve dei Poveri, fra le cui prime sei candidate vi erano anche sua sorella Vincenzina e sua nipote Maddalena. La prima fu nominata superiora, a lei e alle sue consorelle don Giacomo affidò la regola: "La vita di Gesù copiata dalla Santissima Vergine".
Le sue speranze furono finalmente ripagate: uomini, giovani e sacerdoti si impegnarono nella sua attività (tra questi, come scrive suor Maria Teresa Falzone, furono il dottore Domenico Palazzotto e il fratello don Giuseppe Palazzotto, prima parroco di Sant'Ippolito e poi maestro cappellano della Cattedrale di Palermo), tante donne, anche dell'alta società, si unirono alle Serve dei poveri. Nei primi di febbraio del 1881, il sindaco di Palermo, Nicolò Turrisi Colonna, sebbene anticlericale e massone, fu affascinato dal coraggio del Cusmano, gli donò un'antica casa dei gesuiti, la Quinta Casa al Molo, per ospitarvi gli accattoni della città. Don Cusmano si diede subito da fare, sistemò i locali e vi ospitò ben 170 persone. Il duro impegno però lo consumò, dovette rimanere a letto per più giorni.
Strutturata e organizzata sempre meglio, la Quinta Casa al Molo riuscì ad ospitare circa cinquecento persone, nonché botteghe di calzoleria, sartoria, tipografia, rilegatoria dove i giovani potevano imparare un mestiere. A don Giacomo si unirono nell'assistenza dei poveri alcuni confratelli dell'Oratorio di San Filippo Neri nonché padre Salvatore Gambino che, abbandonato il suo ruolo di insegnante per servire i poveri, venne nominato direttore della Quinta Casa nell'estate del 1881.
Il 5 gennaio 1882, il monsignor Turano affidò alla direzione di don Giacomo e delle Suore dei Poveri, ad Agrigento, un ricovero per donne e ragazze orfane. Non essendo sufficienti le sovvenzioni governative, le reclusioni si aggiravano per la città cercando il necessario per la propria sopravvivenza. A causa di ciò si era creata all'interno del gruppo una vera e propria gerarchia, le ragazze più forti e violente comandavano, le più deboli obbedivano senza discutere. Le Suore dei Poveri, essendo il Cusmano sempre impegnato a Palermo, si impegnarono parecchio per quelle giovani ricevendo da loro solo minacce e calunnie. Il 4 ottobre dello stesso anno la situazione finalmente migliorò grazie all'aiuto delle nobildonne della città.

### L'Opera si espande
Essendo aumentato considerevolmente il numero di orfane nella Quinta Casa al Molo, don Cusmano decise di trovare un locale tutto per loro. Gli venne offerta la villa dei fratelli Sommariva in contrada Terre Rosse, a nord ovest di Palermo. Il 25 novembre 1881 firmò il compromesso con i proprietari e, grazie all'aiuto del barone Starrabba, poté pagare le venticinquemila lire per l'acquisto. Il 1º maggio 1882 trenta orfane entrarono nella loro nuova casa, in sezione separata anche venti bambini, in seguito trasferiti in un locale annesso alla Quinta Casa al Molo. Il Cusmano lavorò parecchio sulla villa di Terre Rosse e qualche anno dopo riuscì ad ampliarla considerevolmente, riuscendo ad ospitarvi ben trecento fanciulle.
Le orfanelle venivano istruite, grazie all'aiuto della giovane maestra Concetta Ognibene, ragazza-madre d'Agrigento ospitata a Terre Rosse, le suore impartivano poi lezioni di ricamo, insegnavano loro un mestiere e, quando qualcuna di loro in età adulta usciva dall'orfanotrofio portava con sé un libretto della Cassa di Risparmio, dove erano stati depositati i guadagni del suo lavoro. Nel giardino don Giacomo fece riprodurre in pietra la grotta di Lourdes, invitando sempre le sue bambine a recarsi lì per pregare. La statua della Madonna oggi posta lì venne condotta a Palermo poco dopo la morte del Cusmano.
Il 9 dicembre 1882 don Giacomo partì da Agrigento e raggiunse Roma il 12 dicembre, lì lo attendeva in udienza privata il papa Leone XIII per discutere con lui di alcuni problemi che riguardavano la sua diocesi. Il pontefice discusse a lungo col sacerdote palermitano, si fece descrivere la sua opera e si congratulò con lui per il suo impegno, incoraggiandolo anzi a continuare la sua missione con zelo sempre crescente.
Nell'estate del 1882, il Cusmano si trasferì per un breve periodo a Valguarnera Caropepe su invito del sacerdote Salvatore Boscarini. Lì, essendogli stato affidato un ex convento di francescani per ospitarvi i poveri, fece il giro della cittadina e raccolse quanti più infermi poté, lavandoli, curandoli e vestendoli lui stesso, assistito sempre dalle Suore dei poveri. La cittadinanza locale si impegnò molto per assisterlo donando generosamente viveri e vestiario. Il 24 aprile, prima di partire, affidò la direzione del convento ad alcune suore. Salvatore Boscarini abbandonò Valguarnera e si trasferì a Palermo per seguire l'opera di don Giacomo.

Il canonico Annibale Maria di Francia

A Monreale, il canonico Giuseppe Soldano offrì un locale, chiamato Casa Santa, perché originariamente destinata agli esercizi spirituali, per farvi un asilo per le orfane. L'inaugurazione avvenne nel Natale del 1883, lì furono ospitate venti ragazze e sei suore; queste ultime furono costrette a dormire per terra in mancanza di letti. Il canonico Soldano istituì un'associazione, la Croce d'oro, per la raccolta di fondi per sostenere la Casa Santa.
L'Opera del Cusmano raggiunse anche Caltanissetta, a San Cataldo un ex convento di cappuccini era utilizzato per ospitare anziani ammalati. Vivendo però essi in condizioni bestiali si chiese l'aiuto delle Serve dei Poveri che raggiunsero la provincia siciliana accompagnate da don Salvatore Gambino, direttore della Quinta Casa. Le autorità comunali però, nonostante il loro impegno a favore dei bisognosi, imposero controlli e condizioni inaccettabili secondo lo spirito del Boccone del Povero. Furono soltanto le lettere di don Cusmano a sanare questi dissidi, il 14 ottobre furono accettate in pieno le condizioni stabilite dall'opera di carità.
L'11 maggio 1885, don Cusmano raggiunse Messina dove lo attendeva l'arcivescovo Giuseppe Guarino, che a Palermo aveva assistito il Boccone del Povero. Più di tutti lo attendeva però il giovane canonico Annibale Maria Di Francia, che a Messina si era parecchio impegnato nell'assistenza dei poveri. Questi aveva fondato tre piccoli istituti per i fanciulli abbandonati, i quali venivano avviati ad un proprio mestiere, così come le ragazze, mentre gli anziani infermi erano ospitati in un'altra piccola comunità. Don Cusmano visitò i locali del canonico Annibale e celebrò la Messa nella chiesetta dedicata al Sacro Cuore di Gesù, costruita per i più bisognosi. L'arcivescovo Guarino voleva che le opere di Annibale di Francia fossero associate al Boccone del Povero, ma il Cusmano si rifiutò di accoglierle, poiché era certo che questi sarebbe riuscito a costruire da sé un'opera propria. Difatti anni dopo, il canonico Annibale di Francia fondò a servizio dei poveri di Messina la congregazione dei Rogazionisti e delle Figlie del Divino Zelo. Nelle sue memorie il sacerdote messinese ricordò con commozione l'incontro con don Giacomo.
Da Messina il Cusmano raggiunse Catania dove venne accolto festosamente dall'arcivescovo Giuseppe Benedetto Dusmet. Fu ad Acireale, Giarre e Valguarnera tra le suore e i poveri da lui assistiti. Il 13 giugno giunse a San Cataldo, ma a causa di alcuni disturbi fisici non poté recarsi ad Agrigento. Il 18 giugno raggiunse il paese di Santa Caterina Villarmosa dove fondò una comunità di Serve dei Poveri al servizio dell'ospedale.

### Gli ultimi anni
Il 4 ottobre 1884, festa di San Francesco d'Assisi, don Cusmano diede inizio ufficialmente ad un ordine religioso a totale servizio dei poveri: i frati servi dei poveri. La vestizione avvenne nella cappella della Quinta Casa, vennero benedetti i dieci candidati e sintetizzate le prescrizioni: "I Servi dei Poveri metteranno ogni impegno per osservar sempre le seguenti prescrizioni: 1) presenza di Dio; 2) ricever tutto dalle mani di Dio; 3) far tutto per puro amore e gloria di Dio. Sincerità, semplicità, umiltà e ubbidienza sino alla morte e alla morte di croce". La formazione spirituale e la direzione dei frati fu affidata al medico e amico, padre Filippello.
Nell'estate del 1885 una grave epidemia di colera colpì Palermo, la popolazione abbandonò la città lasciandovi soltanto i poveri e i moribondi. Don Giacomo, le Suore e i Servi dei Poveri si impegnarono per salvarne il maggior numero. Ogni casa venne rifornita di medicinali, nei pressi di Terre Rosse venne costruito un piccolo lazzaretto per le orfanelle da cui il Cusmano, con due suore e due ragazza più grandi ad assisterlo, poté prestare le sue cure ai bisognosi. Rimase chiuso nel lazzaretto per circa un mese, delle centinaia di persone ricoverate in quella baracca e nelle case di Palermo ne morirono soltanto una trentina, fra le quali due suore che lo assistevano a Terre Rosse.
Il 24 novembre dello stesso anno, ricevuto il permesso dell'arcivescovo di Monreale, partì con un gruppo di operai e volontari verso San Giuseppe Jato per costruire lì una colonia agricola per gli orfanelli e un ricovero per i vecchi e gli invalidi. Nell'aprile del 1886 la malandata stalla che avevano ottenuto venne trasformata in un primo centro d'accoglienza, dove vennero ospitati circa quaranta individui fra anziani e giovani, numero destinato comunque ad accrescersi. Nel Natale di quell'anno aprì un'altra casa all'interno d'un ex convento, a Canicattì, per gli anziani e gli inabili. Vi inviò come superiora la sorella Vincenzina.
Nel 1887 un'annata cattiva fece scoppiare una grave carestia a Valguarnera Caropepe, la popolazione affamata si rivoltò, le forze dell'ordine piuttosto che fornire le derrate necessarie represse con la forza l'impeto dei ribelli. Don Giacomo si indebitò pur di spedire alimenti ai poveri di Valguarnera. Si impegnò parecchio in questa faccenda, cercando di tralasciare i problemi di saluti che cominciavano a intensificarsi. Il 12 giugno 1887 dovette sottoporsi ad una dolorosissima operazione che lo costrinse ad una convalescenza lunga tutta l'estate. In questo periodo decise di impiantare a Terre Rosse, San Marco e nella Quinta Casa il telefono, così da non dover uscire per sapere quali fossero i loro problemi.
Il 21 novembre 1887 nella chiesa di San Marco, in presenza dell'arcivescovo Celesia, venne fondato l'ordine dei Missionari Servi dei Poveri, sacerdoti che dovevano vivere in comunità religiose con lo scopo di mantenere vivo lo spirito del Boccone del Povero ed evangelizzare i poveri delle campagne. Fra di essi primeggiava il Cusmano stesso che ricevette le congratulazioni dell'arcivescovo, che lo definì il "Don Bosco del Sud".

### La morte

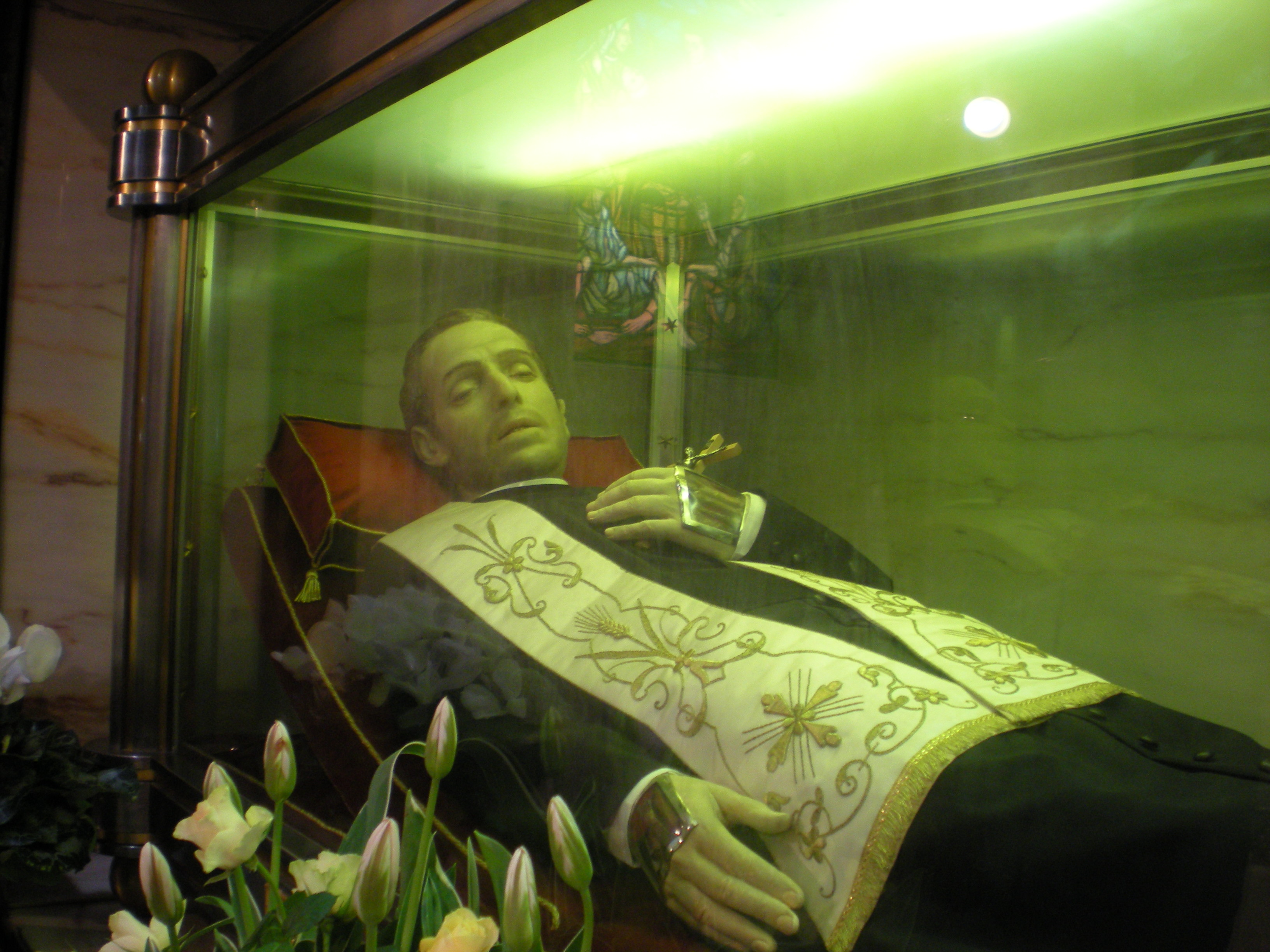
Il corpo del beato Cusmano, oggi riposa nella chiesa all'interno dell'orfanotrofio di Terre Rosse

I problemi di salute di don Giacomo andavano via via peggiorando, ma gli impegni aumentavano ed egli non aveva alcuna intenzione di riposarsi. Lavora tutto il giorno, mangiava a tarda sera, spesso passava le notti pregando. In visita al vecchio amico Michele De Franchis, ridotto alla paralisi, gli rivelò che presto i suoi giorni sarebbero finiti.
L'8 febbraio del 1888, presso l'orfanotrofio di Terre Rosse, riunì un comitato di dame e signori del patriziato di Palermo, affidando loro la causa dei suoi poveri e fondando così la sua ultima associazione caritatevole: l'associazione delle Dame di carità per il Boccone del Povero. Il giorno dell'inaugurazione disse con un filo di voce: "La mia missione è finita". Qualche giorno dopo fu costretto a rimanere a letto a causa della febbre; benché si mostrasse sereno ai suoi confratelli, soffriva parecchio per non poter celebrare la Messa. Dopo una settimana gli fu permesso di rialzarsi, ma la mancanza di forze aumentò le sue sofferenze.
Il 1º marzo non riuscì a rialzarsi dal letto: chiese aiuto al suo medico, Giuseppe Di Bella, che tenne un consulto con un collega e ordinò che il sacerdote fosse trasferito in un'altra stanza il giorno dopo. Durante il tragitto fu colto da una sincope dalla quale si riebbe subito, prima di riposare. Qualche sera dopo venne tormentato da un profondo dolore al petto: i medici accertarono che era sopravvenuta una pleurite da trattare immediatamente. Grazie alle cure don Giacomo sembrava guarito.
Il 13 marzo si alzò dal letto e si sedette a mangiare, discutendo fino a sera sulla sua opera con i confratelli. Quella stessa notte fu colto da spasimi tremendi e si spense poco dopo, alle 4:30, l'ora in cui soleva alzarsi. Il suo corpo venne esposto nel convento di San Marco, visitato da centinaia di persone, poveri e ricchi insieme.

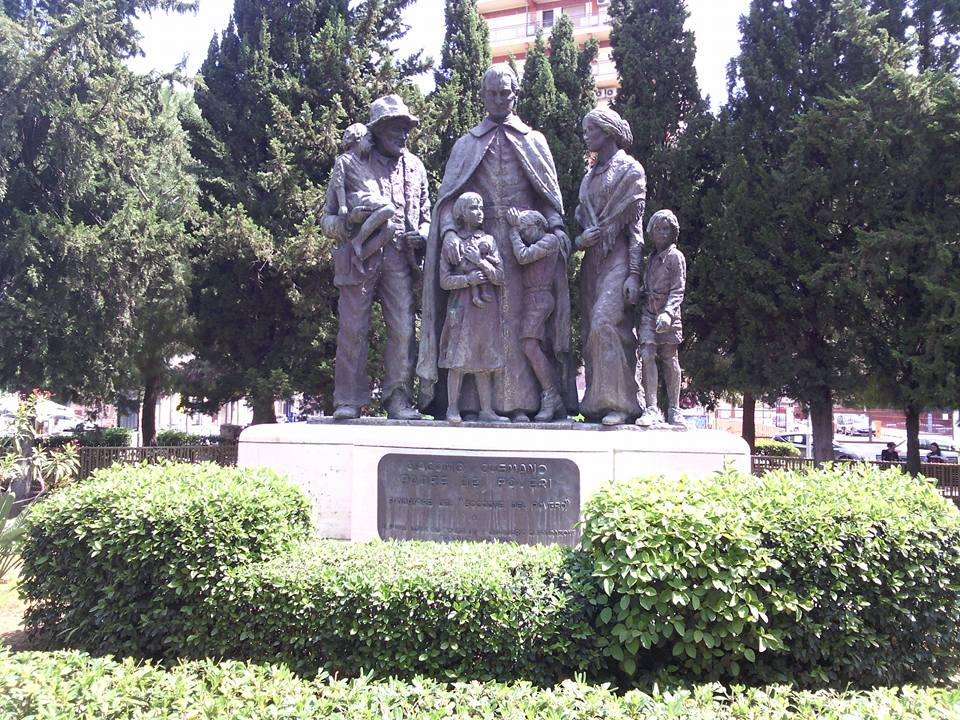
Monumento a Giacomo Cusmano, Palermo

### Le Missioni all'estero
Salvatore Gambino, suo collaboratore e direttore della Quinta Casa al Molo, dopo la morte del Cusmano partì per il Messico con quattro confratelli per portarvi l'opera del Boccone del Povero. Fondò a Chihuahua un orfanotrofio femminile e un ospedale, convincendo alcune giovani a seguire lo spirito del Cusmano vestendo l'abito delle Suore dei Poveri. Ancora oggi parecchi istituti del Boccone del Povero sono impegnati nel lavoro assistenziale a Santa Fe e Città del Messico. Si realizzava così il sogno che il Cusmano si portò dietro sin dalla giovinezza: le missioni all'estero.
Il 27 luglio 1959 i Missionari Servi dei Poveri raggiunsero l'Africa, e precisamente nel Congo, dove costituirono una prima comunità religiosa, in seguito bagnata anche dal sangue d'un martire, Francesco Spoto, superiore della congregazione, che il 27 dicembre 1964 venne ucciso durante la rivoluzione. Istituti del Boccone del Povero sono oggi presenti nel Congo a Muamba, Kananga, Kinshasa e a Biringi, nonché in Camerun.
Il 7 ottobre 1967 l'opera raggiunse anche il Brasile, in particolare lo Stato di San Paolo, il Paraná, Santa Catarina e Minas Gerais. Dal 1974 esiste anche un seminario per la formazione di nuovi sacerdoti Missionari dei Poveri. Le Serve dei Poveri invece fondarono istituti nel 1978, tuttora esistenti, a Curitiba e a Palmital, con un largo consenso di giovani vocazioni.
In Asia il Boccone del Povero giunse molto tardi, nel 1990, con la fondazione, nelle Filippine, di una casa di formazione a San Pedro Laguna, un centro giovanile a Mabitac, un'istituzione delle suore dei Poveri a Roxas City. Nel 1991 l'opera raggiunse infine Punalur, in Kerala, India.
Il 30 ottobre 1983 in piazza San Pietro, Giovanni Paolo II dichiarò beato il sacerdote palermitano Giacomo Cusmano:
(Discorso del papa Giovanni Paolo II il 30 ottobre 1983)
La liturgia lo ricorda il 14 marzo.

## Tavola cronologica
| Data              | Evento                                                                                  |
| ----------------- | --------------------------------------------------------------------------------------- |
| 15 marzo 1834     | Nasce a Palermo                                                                         |
| 8 luglio 1837     | Perde la madre a causa del colera                                                       |
| 1841-1851         | Frequenta il collegio Massimo sotto la direzione dei gesuiti                            |
| 12 aprile 1850    | Tenta di fuggire per farsi missionario                                                  |
| 27 luglio 1852    | Perde il padre e prende su di sé la direzione della famiglia                            |
| 11 giugno 1855    | Si laurea in medicina                                                                   |
| 22 dicembre 1860  | Viene ordinato sacerdote                                                                |
| 12 maggio 1867    | Fonda l'associazione del Boccone del Povero                                             |
| 24 luglio 1868    | Papa Pio IX benedice la sua opera                                                       |
| 25 dicembre 1869  | Inaugura la prima Casa dei poveri, nella chiesa dei SS. Quaranta Martiri                |
| 1837              | Lascia la chiesa dei Quaranta Martiri e si trasferisce a San Marco                      |
| Luglio del 1878   | Durante una crisi sogna che la Vergine Maria benedice la sua opera                      |
| 23 maggio 1880    | Dà vita alla comunità religiosa delle Serve dei Poveri                                  |
| Febbraio del 1881 | Il sindaco gli offre la Quinta Casa al Molo                                             |
| 5 gennaio 1882    | Gli viene affidata la direzione della prima Casa dei poveri fuori Palermo, ad Agrigento |
| 1º maggio 1882    | Apre un grande orfanotrofio in contrada Terre Rosse                                     |
| Estate del 1882   | Fonda una Casa per i poveri a Valguarnera                                               |
| 25 dicembre 1883  | Fonda una Casa per i poveri a Monreale                                                  |
| Maggio 1885       | Visita a Messina e incontro con Annibale Maria Di Francia                               |
| 4 ottobre 1884    | Dà vita alla comunità religiosa dei Frati Servi dei Poveri                              |
| 18 giugno 1885    | Fondata una comunità di Serve dei Poveri a Santa Caterina                               |
| Estate del 1885   | Cura gli infetti dal colera a Palermo                                                   |
| Aprile 1886       | Fonda una colonia agricola a San Giuseppe Jato                                          |
| 21 novembre 1887  | Viene istituito l'ordine dei Sacerdoti Missionari Servi dei Poveri                      |
| 8 febbraio 1888   | Fonda l'Associazione delle Dame di Carità                                               |
| 14 marzo 1888     | Muore a 54 anni                                                                         |
| 30 ottobre 1983   | Viene proclamato beato da Giovanni Paolo II                                             |

### Scritti del beato Giacomo Cusmano
- Lettere del Servo di Dio Giacomo Cusmano, Fondatore del Boccone del Povero, a cura di Gaspare Ajello: vol. I, parte 1 (1864-1884), Scuola Tip. Boccone del Povero, Palermo 1952; vol. I, parte 2 (1885-1886), Scuola Tip. Boccone del Povero, Palermo, 1957; vol. I, parte 3 (1887-1888), Scuola Tip. Boccone del Povero, Palermo 1959.
- Lettere del Servo di Dio Giacomo Cusmano alla sorella Vincenzina (1881-1888), a cura di Gaspare Ajello: vol. II, Scuola Tip. Boccone del Povero, Palermo 1952.
- Sopra alcune considerazioni del Consiglio Direttivo del Deposito di mendicità. Riflessioni del sac. Giacomo Cusmano, Officio Tipografico di Michele Amenta, Palermo 1871.
- Servire i poveri è servire Gesù, edizioni Paoline, 1987.

### Biografie e studi
- Gerlando Lentini, Beato Giacomo Cusmano, medico e prete dei poveri, edizioni Paoline, Milano 1989.
- Eugenio Pilla, Giacomo Cusmano. Una vita per i poveri, USC, Palermo 1978.
- Gaetano Romeo, Un prete per i poveri, Elledici, Torino, 1979
- Maria T. Falzone, Profilo della personalità e dell'opera del p. Giacomo Cusmano, Palermo 1976.
- Maria T. Falzone, Giacomo Cusmano, poveri, chiesa e società nella Sicilia dell'Ottocento, Flaccovio editore, Palermo 1986.
- Taddeo Grzeszczyk, Giacomo Cusmano, medico, sacerdote, fondatore, padre dei poveri, Casa Generale Serve dei Poveri, Roma 1982.
- Gaetano Dolcimascolo, Sulle relazioni Cusmano-Di Francia, Roma 1964.
- Antonio Fiori, CUSMANO, Giacomo, in Dizionario biografico degli italiani, vol. 31, Roma, Istituto dell'Enciclopedia Italiana, 1985. URL consultato il 7 luglio 2017.